# Christoph Ering

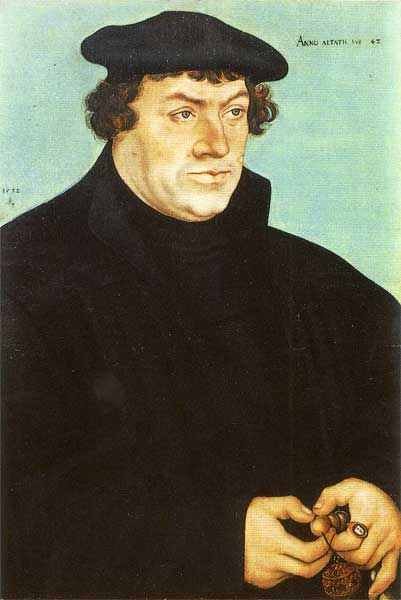
Nach neuster Forschung soll das Bild nicht wie oft angenommen Johannes Bugenhagen zeigen, sondern Christoph Ering.

Christoph Ering (* 1491 in Leipzig; † 1. März 1554 in Zwickau) war ein Theologe der Reformationszeit, wechselte 1532 aus dem katholischen in das protestantische Lager und ließ sich in Wittenberg von Lucas Cranach d. Ä. als Reformator porträtieren.

## Leben

### Die katholische Phase
Nach dem Studium der artes liberales und parallel zum Theologiestudium in Leipzig wurde er 1516 zum Priester geweiht und Hofkaplan Georgs des Bärtigen, bis 1526 Erzieher Moritz’ von Sachsen, des Patensohns Georgs. 1522 erhielt er bei einem Besuch Peter Henleins in Nürnberg von diesem eine selbstgehende Uhr geschenkt, die in einen Bisamapfel eingebaut war. Während seiner Zeit als Prediger in St. Annaberg (1526–1529), wo er auch zum ersten Mal heiratete, überwarf er sich mit Georg.

### Ordnung der Reformation in St. Joachimsthal
Ering wirkte von 1529 bis 1531 als Prediger in St. Joachimsthal (Böhmen). Dort wurden 1530 das Spital und der Friedhof angelegt, 1531 das Kirchenbuch sowie eine Ordnung für das Spital und den gemeinen Kasten zur Regelung der Armenfürsorge.

### Zeit in Wittenberg und als Prediger und Superattendent in Zwickau
Nachdem er wahrscheinlich 1530 in Leipzig zum Doktor der Theologie promoviert worden war, schrieb er sich 1532 in der Universität Wittenberg ein. 1533 wurde er Prediger an St. Marien, 1540 an St. Katharinen in Zwickau, 1553 Pfarrer und „Superattendent“ (=Superintendent) in Zwickau. 1553 heiratete er Margarete Göpfert. 1537 weihte er in St. Joachimsthal die erste evangelische Kirche ein; 1547 bewahrte er während des Schmalkaldischen Krieges Zwickau vor der Zerstörung. Er wirkte sowohl in katholischer als auch in protestantischer Zeit immer in ausgesprochen wohlhabenden Gemeinden.

### Das Porträt Lucas Cranachs aus dem Jahre 1532
Sein 1532 von Lucas Cranach d. Ä. in Wittenberg geschaffenes Porträt wird fälschlich mit Johannes Bugenhagen in Verbindung gebracht. Zu diesem passen aber weder das aufwändige Gelehrtengewand (Bugenhagen wurde erst 1533 zum Doktor der Theologie promoviert und 1535 Professor) noch der Rosenkranz (Bugenhagen hatte sich 1529 gegen das Rosenkranz-Beten ausgesprochen). Das angegebene Lebensalter (im 42. Jahr) fügt sich nicht zu Bugenhagens Geburtsdatum (24. Juni 1485), und weder die Initialen (C E) noch die Hausmarke im Wappen stimmen mit denen Johannes Bugenhagens überein: Bugenhagens Wappen enthielt die zehnsaitige Harfe Davids.
Alle diese Merkmale des Porträts stehen in Einklang mit der Biographie Christoph Erings. Kein anderer sächsischer Theologie der Reformationszeit trug die Initialen C E; schon 1515 benutzte Christoph Ering die Hausmarke handschriftlich. Der Bisamapfel am Rosenkranz weist entweder auf die chronisch angeschlagene Gesundheit Erings hin (Bisam- [= Balsam-]Äpfel wurden mit wohlriechenden Kräutern zur Abwehr der Pest gefüllt) oder auf das Gehäuse der ihm von Peter Henlein geschenkten Uhr. Auch das qualitätvolle Gewand passt zu dem wohlhabenden Christoph Ering, der sich 1532 im 42. Lebensjahr befand.

### Wirkung
Christoph Ering hinterließ bewusst – wegen „der gefährlichen Zeiten“ – kaum etwas Schriftliches, bis auf zwei in Hamburg und Dresden erhaltene Briefe sowie eine Aufstellung der Kosten und des Ablaufs seiner Magisterprüfung aus dem Jahre 1515 auf den letzten freien Seiten eines Aristoteles-Bandes (erhalten in der Ratsschulbibliothek Zwickau) und eine von zwanzig Widmungen für eine Prunkbibel des Zwickauer Bürgermeisters Oswald Lasan aus dem Jahr 1542 (erhalten in der Bibliothek der Akademie der Wissenschaften der Universität Danzig).
Ering orientierte sich an der Theologie Luthers und Bugenhagens und bewies ein erstaunliches diplomatisches Geschick, was ihn nicht davor bewahrte, 1550 in der Festung Pirna festgesetzt und für ein Jahr – allerdings bei vollen Bezügen – vom Rat der Stadt Zwickau als Prediger beurlaubt zu werden. Anerkannt war er vor allem als Prediger.